# John Serkei
John Serkei (Paramaribo, 13 de septiembre de 1953) es un actor de  Surinam. En 1986 John cursó estudios en la Escuela de Teatro de Ámsterdam. Además de actuar, John también escribe obras de teatro.

## Series de televisión
- Vrouwenvleugel - Joop Koenders (1994)
- Goede tijden, slechte tijden - Emmanuel Delacroix (1996)
- All Stars - Harry (1997)
- Baantjer - Rudolf Samrad (1999)
- Goudkust - Aaron Zuidgeest (2000-2001)
- Onderweg naar Morgen - Frank Scholten (2006-2007)